# Виццо
Виццо (Вацон; нем. Wizzo, Wazon; умер в 809) — епископ Трира в 804—809 годы.

## Биография
О епископе Виццо известно очень немного. Согласно «Деяниям епископов Трира», до получения епископского сана он был аббатом монастыря Мерлок (Метлок; лат. Mediolacum). В 804 году он возглавил Трирскую епархию, став здесь преемником скончавшегося епископа Рихбода. Хотя кафедра Трира в это время уже имела статус митрополии, Виццо, также как и его предшественник, упоминается только как епископ.
В конце 805 или начале 806 года Виццо присутствовал на церковном соборе, состоявшемся в Тьонвиле, участники которого по повелению императора Карла Великого одобрили капитулярий, в том числе, регулировавший юридический статус церковных имущества и владений.
Виццо скончался в 809 году. Его преемником на кафедре Трира стал Амаларий.
Некоторые историки ошибочно идентифицируют Виццо с одноимённым деятелем Каролингского возрождения, более известным как Кандид, однако это сопоставление основано только на схожести их имён и не подтверждается современными этим лицам историческими источниками.